# Meczet Mustafy Paszy (Skopje)
Meczet Mustafy Paszy  (maced. Мустафа-пашина џамија) – meczet znajdujący się w Skopju w Macedonii Północnej.
Wzniesiony w 1492 roku Meczet Mustafy Paszy znajduje się wzgórzu dominującym nad Starym Bazarem w Skopju i jest największą świątynią muzułmańską w Macedonii. Należy do najlepiej zachowanych budowli muzułmańskich w tym kraju, a jego kształt nie uległ większym zmianom od XV wieku. Nazwa meczetu pochodzi od wezyra na dworze sułtana Selima I – Mustafy Paszy. Pod koniec XV wieku był on właścicielem czterech wsi w okolicach Skopje. Meczet odwiedził i opisał podróżnik Evliya Çelebi.

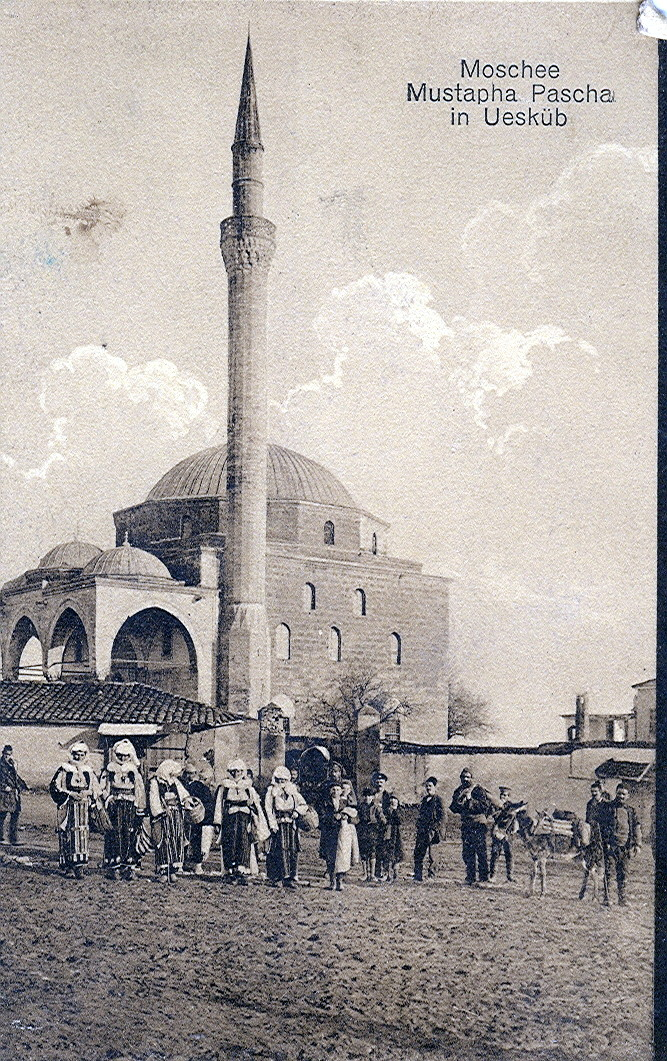
Meczet Mustafy Paszy (1917)

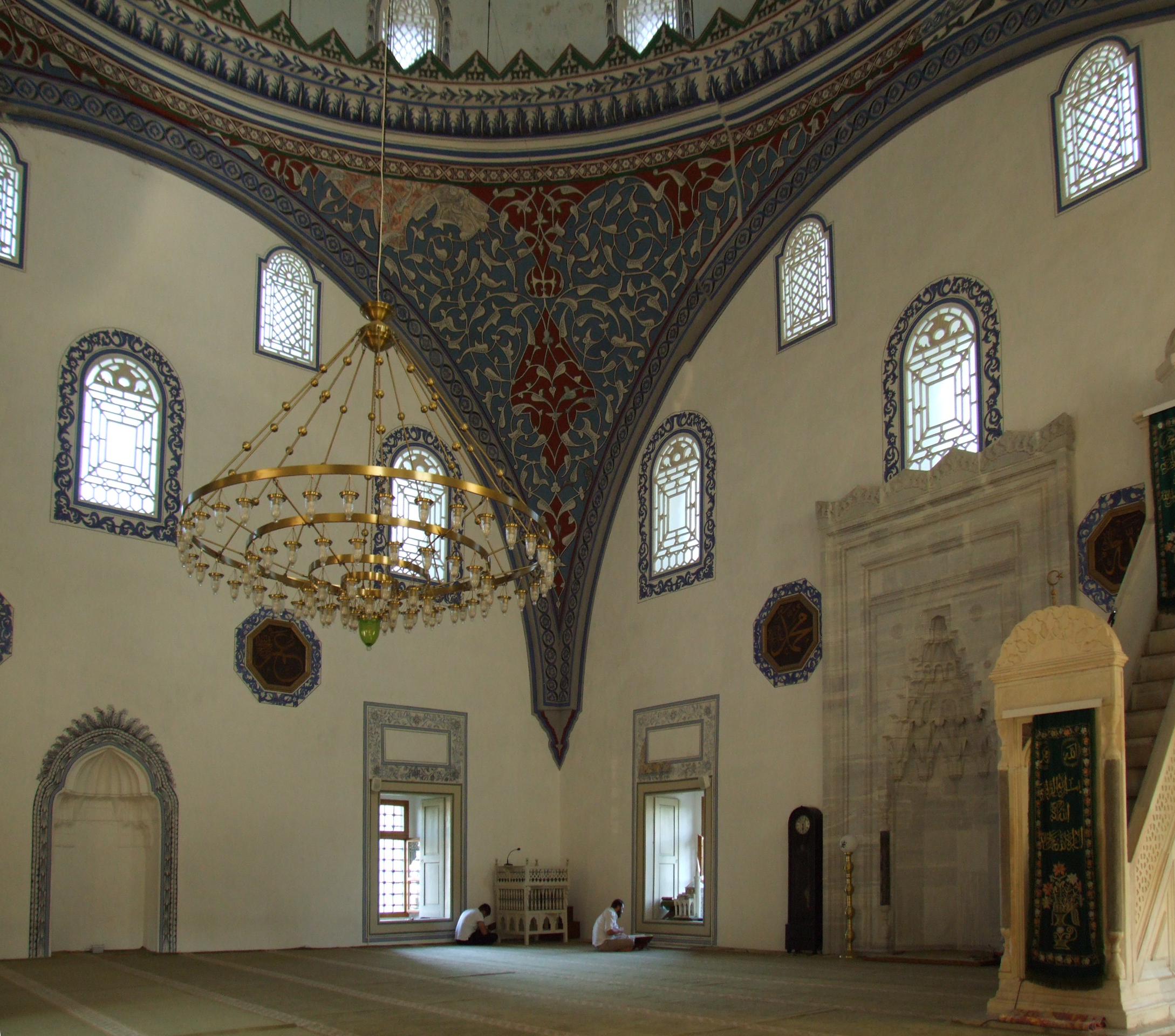
Wnętrze meczetu

Meczet jest konstrukcją jednokopułową, z minaretem o wysokości 42 m. W każdej ze ścian świątyni znajduje się pięć okien. W przylegającym do meczetu türbe (mauzoleum) znajduje się sarkofag, w którym spoczywa Mustafa Pasza (zm. 1519) i jedna z jego córek – Umi. Meczet otacza ogród krzewów różanych.
W 1912 roku meczet przestał pełnić funkcje religijne, a w czasie I wojny światowej służył jako magazyn wojskowy. W 1963 budowla przeszła renowację po zniszczeniach powstałych w wyniku trzęsienia ziemi, które nawiedziło Skopje. Ponownie obiekt poddano renowacji w roku 2006, przy pomocy finansowej rządu tureckiego. Dobiegła ona końca w sierpniu 2011.